# BxB Brothers
BxB Burazāzu ( BxB Brothers?) es un manga japonés del género shōjo de la autora Ayane Ukyō.

## Trama
Transferirse a una nueva escuela puede ser aterrador, pero para Iizuka Sono las cosas están a punto de empezar. Ella quería una experiencia normal en su nueva escuela secundaria, pero estas esperanzas son rápidamente destruidas por 3 chicos disfrazados de samurai, pingüino y doctor. Ellos toman un rápido interés en Sono y la invitan a unirse a su club, BxB Burazazu(BxB Brothers/B = Baka o idiota. Y la vida de Sono se comienza tornar más y más interesante, lo quiera ella o no.

## Personajes
- Iizuka Sono :

Sono es una joven de 16 años que fue transferida a una nueva escuela secundaria. El primer día ella usa su antiguo uniforme escolar y es confrontada por Kuremura, Satsuki y Yoshinaga quienes piensan que ella está intentando unirse al BxB, debido a su uniforme que curiosamente concuerda con la semana de cosplay de ellos. Ella es la primera chica en unirse al BxB por lo cual la hace bastante famosa en la escuela. Yoshinaga se le confiesa el día del evento de San Valentin, pero ella se da cuenta de que está enamorada de Kuremura y lo rechaza. Ella siempre trata de mantener sus esperanzas en alto con Kuremura pero desafortunadamente él es muy denso para darse cuenta de esto. Ella es un poco tímida pero cuando está determinada a hacer algo, se abre ante todos. También se le conoce por ser un poco plana.
- Katsumi Kuremura:

Él es denso y tímido. No es tan popular con las chicas a pesar de que es muy bien parecido, por lo que tiende a decir cosas ofensivas. Le gusta Sono y sus sentimientos por ella son más que obvios pero debido a que no sabe el verdadero significado de enamorarse no entiende sus propios sentimientos. Rápidamente se convierte en la persona más cercana a Sono de los BxB y es muy bueno en los deportes y matemáticas. Ama comer y su familia consiste en su padre (42), madre(38), hermano(4) y hermanita(4).
- Kei Satsuki:

Un amante del dinero quien es sumamente bueno en cálculos y los estudios. Está enamorado de una estudiante de último año(Hoshou) quien es vicepresidenta del consejo estudiantil. Es el conocido por jugar con todos los de la escuela para su propio beneficio. Es bastante popular entre las chicas de último año.
- Kazuhisa Yoshinaga:

Un mujeriego de primera, le encanta coquetear con las chicas, aunque está enamorado de Sono, pero es rechazado un tiempo después que se le confiesa. Mira a Kuremura como su rival por el afecto de Sono, lo que causa que se peleen constantemente. Es otro estudiante modelo y es muy bueno en los deportes, especialmente en el Tennis.
- Hikaru Okamoto:

Es un travesti, que se une al BxB al hacerse amigo de Sono y los otros chicos lo encuentran interesante. El por lo general es el patrocinador de varias de las actividades de los BxB que involucran la playa, debido a que su tío tiene un posada y un café en la playa. Tanto como mujer o como hombre es muy hermoso. Él dice que su lado masculino está enamorado de Sono y su lado femenino de Kuremura. Se convierte en una de los mejores amigos de Sono (aparte de Kuremura). Su familia lo trata como si fuera una mujer.
- Yamanashi Mizuho:

Es una chica que le gusta Kuremura. Parece ser que es una doble cara. Cuando Kuremura está cerca ella es una chica dulce que tiene los mismos intereses que él, pero realmente todos esos intereses fueron producto de una investigación. Sin embargo, cerca de Sono, ella actúa como una chica ruda que quiere deshacerse de ella, diciendo que tomará a Kuremura sin importar qué.